# 黑云龙 (明朝万全武将)
黑云龙（1573年—1644年），字从吾，祖籍山西大同，出生于万全都司宣府前卫（今河北省张家口市境内），明末将领，历官张家口守备，葛峪堡参将，蓟镇副总兵，宣府镇总兵，山海关总兵等职。崇祯二年（1629年）“己巳之变”时，随大同总兵满桂进京勤王，与后金军大战北京城下，兵败被俘，因拒降，遭软禁一年多，后伺机逃归明朝，晋后军右都督。崇祯十七年（1644年），李自成军破宣府，黑云龙大骂拒降，与子黑明孝、黑明廉同时殉节，死后入祀本地的褒忠祠。

## 生平

### 早年经历
万历十三年（1573年），黑云龙出生于万全都司宣府前卫的一个世袭武将家庭，万历二十七年（1599年）袭父职，成为卫指挥佥事，当时年仅十五岁。万历四十七年（1619年）升为张家口守备，天启二年（1622年）加升游击职衔。天启三年（1623年）升任葛峪堡参将，曾因参与修造长城沿线的军事设施有功，被宣大总督冯嘉会上疏褒奖。天启六年（1626年）三月升为蓟镇副总兵，十一月又加署都督佥事。此阶段黑云龙加入了魏忠贤集团，曾与魏忠贤、张春、纪用、刘应坤等一道受赏。天启七年（1627年）七月升宣府镇总兵，但随即崇祯帝登基，阉党失势，黑云龙也因事革职。

### 进京勤王
黑云龙落职后，仍不忘报国。崇祯二年（1629年）冬天，后金军从大安口破关，历史上第一次侵入明朝内地，京师大震。黑云龙加入了大同总兵满桂的勤王队伍，千里驰援京师。崇祯帝即召黑云龙觐见，重新起用为山海关总兵，代替不久前战死的赵率教，命他率领新募的士兵御敌，朝廷拨给黑云龙的部下多由市井之徒仓促组成，缺少战斗力，因此战败。黑云龙被箭射穿脸颊，坠落马下，被后金额驸和硕图等生俘，与他一起被擒的还有总兵麻登云，满桂则战死殉国。

### 被俘复归
黑云龙被俘后，虽然受到百般辱迫，却始终不肯投降。后金首领皇太极当时采取对汉人笼络为主的政策，因此并不加害，只是羁系之，后来还予以赏赐，希望黑云龙能为后金效力，但没有起到效果。崇祯四年（1631年）十月，黑云龙杀死看守，乘夜单骑逃归明朝，归来时身负重伤，崇祯帝命复原官，并派人向他了解后金虚实，黑云龙提供了不少有价值的情报。如揭发朝鲜与后金勾结，向后金提供大量战略物资的情况，促使明朝对朝鲜实行贸易封锁；又建议朝廷在边境草木茂盛处烧荒，对骑兵为主的敌军起到了一定的遏制效果。因为这些功劳，崇祯七年（1634年）七月，明廷加升黑云龙为后军都督府右都督，留守京师，管神枢营右副将事。

### 反间退敌
崇祯九年（1636年）四月，皇太极改后金国号为清，派兵大举南下。七月，清军抵达北京郊外，因为畏惧黑云龙的勇敢，想用反间计将他除掉，于是写信给黑云龙，约定里应外合攻城。崇祯帝不受反间，召见黑云龙，命令他将计就计，伪装投清，诱敌深入。黑云龙于是设下埋伏，把敌人骗来，打了一场胜仗，得到了一些首级。剩下的清军发觉中计，连忙退走良乡。

### 壮烈殉国
此后黑云龙告假还乡，到了崇祯十七年（1644年），他已经是一位年逾古稀的老人了，崇祯帝接受太监杜勋的建议，于二月重新起用黑云龙于宣府镇效力，但李自成军很快兵至宣府，总兵王承胤开城投敌，黑云龙大骂不降，与六子黑明孝、七子黑明廉一道殉节，死后入祀本地的褒忠祠。

## 家庭
黑云龙祖父黑广，山西大同人，嘉靖十七年（1538年）被入侵的蒙古部落杀害，黑云龙的父亲黑晓也被蒙古人掳走，后于嘉靖三十六年（1557年）逃回。黑晓逃归后，在宣府当兵，凭借军功升为游击，被称为骁将。黑云龙与妻子宗氏感情甚笃，共生七子：黑明道、黑明德、黑明仁、黑明义、黑明忠、黑明孝、黑明廉。曾孙黑天池，中康熙四十八年（1709年）进士，选为广西桂林府义宁县知县，雍正二年（1724年），特旨提拔为广西南宁府知府，后病死于桂平梧郁驿盐道任上。

## 引用
1. ↑  《中国明朝档案总汇》69册《武职选簿·五军都督府所属卫所·后军都督府·万全都司·宣府前卫·指挥使等》：“黑云龙，指挥佥事。万历二十七年大选，过宣府前卫指挥佥事一员。黑云龙，年十五岁，系大同人……本舍系嫡长男，保进袭职，本部查与功次一稿相同，合照旧与袭世袭指挥佥事。”
2. ↑  《大明神宗实录》卷578万历四十七年正月：“升黑云龙为张家口守备。”
3. ↑  《大明熹宗实录》卷23天启二年六月：“加升宣府都司佥书黑云龙为游击职衔，管独石参将事。”
4. ↑  《大明熹宗实录》卷31天启三年二月：“升大同西路游击刘九卿为大同新平堡参将，宣府独石城游击黑云龙为宣府葛峪堡参将。”
5. ↑  《大明熹宗实录》卷56天启五年二月：“总督宣大冯嘉会疏报修完极边墙垣台堡。东西路南北山修完砖包、石砌、土筑城垣边墙六千二百四十余丈，墩台、悬楼、敌台三百二十一座，仓廒、公馆、营房二百七十三间，所有效劳文武官员张晓、葛如麟、黑云龙等并宜优叙。疏下兵部。”
6. ↑  《大明熹宗实录》卷69天启六年三月：“以原任蓟镇东路副总兵吴自勉为五军□营左副将，副总兵管宣府独石城参将事黑云龙为蓟镇东路副总兵。”
7. ↑  《大明熹宗实录》卷68天启六年十一月：“加蓟辽协守东路副总兵黑云龙署都督佥事。”
8. ↑  《大明熹宗实录》卷82天启七年三月：“蓟辽总督阎鸣泰言……朕心嘉悦，厂臣魏忠贤著赐敕奖励，荫弟侄一人与做锦衣卫指挥使世袭，仍赏银币、羊酒、新钞以示优异；镇臣杨朝著荫弟侄一人与做锦衣卫正千户世袭，仍赏银币，俱给与应得诰命。张春加服俸一级，黑云龙等各升一级，赵朝用等各赏银十两，总镇内臣刘应坤、陶文、纪用荫弟侄一人，与做锦衣卫正千户；分镇内臣孙茂霖、武俊、王莅朝荫弟侄一人，与做锦衣卫百户，各赏银有差 。”
9. ↑  《大明熹宗实录》卷86天启七年七月：“以原任蓟州东路副总兵黑云龙为镇守宣府总兵官 。”
10. ↑  《乾隆宣化府志·卷之二十九·人物志下》：“天启七年，累官至宣府总兵，以事落职。”
11. ↑  《乾隆宣化府志·卷之二十九·人物志下》：“崇祯己巳，都中震警，云龙从大将军满桂赴援，召对献策，帝知其能，起山海总兵。”
12. ↑  《明季北略》卷5《袁崇焕通敌射满桂》：“初九辛卯，都督山海关总兵赵率教入援，战于遵化，率教败没。”
13. ↑  《乾隆宣化府志·卷之二十九·人物志下》：“命统新募兵卫都门。兵皆市井无赖，非素练，遇阵披靡，矢贯其颊过颐，堕马。”
14. ↑   《钦定八旗通志·卷一百六十四·人物志四十四》：“同副都统阿山等阵斩明总兵满桂、孙祖寿，生擒黒云龙、麻登云以献。”
15. ↑  《牧斋初学集》卷65《资政大夫兵部尚书赠太子少保申公神道碑铭》：“满桂者嚄唶宿将，受命总理，急欲一创奴，不奉师期与奴战，败没。”
16. ↑  《乾隆宣化府志·卷之二十九·人物志下》：“被执，百计窘之，不屈。”
17. ↑  《乾隆宣化府志·卷之二十九·人物志下》：“乃羁靡之。”
18. ↑   《清太宗实录》卷7天聪四年五月至十二月：“赐总兵官麻登云、黑云龙银、缎、貂镶朝衣、貂裘、帽、靴、雕鞍、弓矢、器皿等。”
19. ↑  《崇祯长编》卷31崇祯三年二月：“安心降顺者只白养粹耳，黑云龙、麻登云等彼虽豢之，恐未即为所用。”
20. ↑  《崇祯长编》卷51崇祯四年十月：“崇祯四年十月癸丑，黑云龙以长山败，执杀伴逃归。”
21. ↑  《清太宗实录》卷9天聪五年四月至九月：“薄暮，上率军还营。时凉风骤起，大雨滂沱，前阵获总兵黑云龙乘隙单骑而逃。”
22. ↑  《国榷》卷91：“十月丁未，复黑云龙原官，时陷建虏，重伤来归。”
23. ↑  《崇祯长编》卷51崇祯四年十月：“命忠勇营提督马云程详询情形密奏。”
24. ↑  《清太宗实录》卷26天聪九年十一月至十二月：“朝鲜国王李倧报书二函……向日结为兄弟，誓天讲好也，原不以赠币为重。今我岁致品物虽若菲薄，在敝邦已无遗力矣。自黑云龙行谗之后，明国禁令愈峻，其所出货物，明有规则。”
25. ↑  《山中见闻录·建州》：“黑云龙自北亡归，上贷之，以为神机营副将。云龙言，强敌犯边须草茂，乃敕边将烧荒，违者以失误军机论。自是冬春之际患稍息。”
26. ↑  《国榷》卷93：“七月……戊申，后军右都督黑云龙管神枢营右副将。”
27. ↑  《清史稿·太宗本纪》：“崇德元年夏四月乙酉，祭告天地，行受尊号礼，定有天下之号曰大清，改元崇德。”
28. ↑  《崇祯实录》卷9：“时谋南下，伪遗副总兵黑云龙书，约内应。以云龙勇敢，欲计去之。上召谕云龙，令诱清深入。”
29. ↑  《国榷》卷95：“云龙出，设伏西山之北隅，诱之，果斩获。”
30. ↑  《国榷》卷95：“建虏知中计，走良乡。”
31. ↑  《乾隆宣化府志·卷之二十九·人物志下》：“进后军都督，给假归里。”
32. ↑  《流寇志》卷9：“太监杜勋请以黑云龙效用宣府。”
33. ↑  《国榷》卷100：“太监杜勋请前都督黑云龙效用宣府，从之。”
34. ↑  《乾隆宣化府志·卷之二十九·人物志下》：“值流寇破城，骂贼死。”
35. ↑  《宣化县乡土志》：“黑明孝，云龙第六子，性严急，寡言笑。偕弟明廉专心学业，弱冠同游泮。流寇之变，随父暨弟俱骂贼死。”
36. ↑  《宣化县乡土志》：“云龙崇祀褒忠祠，二子未与，惜哉！”
37. ↑  《中国明朝档案总汇》69册《武职选簿·五军都督府所属卫所·后军都督府·万全都司·宣府前卫·指挥使等》：“查得本官祖黑广，嘉靖十七年被虏贼攻围杀故。父黑晓抢去虏地，三十六年脱命归乡。”
38. ↑  《乾隆宣化府志·卷之二十九·人物志下》：“父晓，少被寇掳，后乘间脱归，充伍为宣府人，嘉、隆间历官宣府游击，时称骁将。”
39. ↑  《中国明朝档案总汇》11册《兵部为后府带俸右都督黑云龙恳请其妻携子来京随住并获准事行稿》：“臣妻宗氏，自与结发，一乳七子，因臣遭陷，存亡难保，已郁沉疴，久在床褥。及闻归来，举家又惊喜过望，妻望夫，子望见父，日夕哀嚎，真同死别。”
40. ↑  《中国明朝档案总汇》11册《兵部尚书熊明遇等为释放黑云龙家属令居镇城毋庸复议更换羁禁事题稿》：“卷查黑云龙长子黑明道，年二十四岁；次子黑明德，年二十岁；三子黑明仁，年十五岁；四子黑明义瘫痪；五子黑明忠，年十三岁；六子黑明孝，年十一岁；七子黑明廉，年七岁。”
41. ↑  《乾隆宣化府志·卷之二十九·人物志下》：“黑天池，字南溟，号鹏飞，赤城籍宣化人，前明殉节都督云龙之曾孙也。幼敦行好学，有声胶庠中。康熙己丑科进士，辛丑选授广西义宁知县。”
42. ↑  《世宗宪皇帝硃批谕旨》卷22：“已据保奏超擢为南宁府知府矣。”
43. ↑  《乾隆宣化府志·卷之二十九·人物志下》：“庚戌升桂平梧郁驿盐道，以疾卒于官。”